# Pietro il Grande (parte seconda)
Pietro il Grande (parte seconda) è un film del 1986, diretto dai registi Marvin J. Chomsky e Lawrence Schiller, seconda parte della riduzione cinematografica dell'omonima miniserie televisiva, tratto dal libro Pietro il Grande di Robert K. Massie. Il capitolo precedente è Pietro il Grande (parte prima) (1986).

## Trama
L'anziano zar Pietro il Grande continua a ricordare le varie vicende storiche caratterizzanti il suo regno e la sua famiglia.
Pietro comunica ai suoi più stretti collaboratori (Menšikov, Shafirov, Tolstoy e Gordon) l'intenzione di istituire un'ambasceria con il compito di viaggiare per l'Europa e avente per scopo l'intensificazione degli scambi commerciali, sociali e culturali con il mondo occidentale. Inoltre lo zar è intenzionato ad apprendere tutti i segreti sulla nautica per poter così costruire una flotta di navi.
Approfittando dell'assenza dello zar, partito anch'esso con l'Ambasceria, il principe Sukhorukov insieme a Sofija ed Evdokija pianificano una nuova rivolta degli Strelzi per uccidere lo zar e prendere il potere. Venuto a conoscenza della cosa, Pietro è costretto a far velocemente ritorno in Russia e a sedare nel sangue la rivolta. Sofija viene deportata in un convento dell'Artico, gli Strelzi sopravvissuti vengono condannati a morte ed Evdokija viene rinchiusa nel convento di Novodevicij e costretta a farsi suora.
Per assicurarsi l'accesso al mare, Pietro dichiara guerra contro la Svezia, vincendola dopo enormi sacrifici. Nel frattempo lo zarevic Alessio si fa coinvolgere in una congiura contro lo zar e finisce così con l'andare sotto processo. Condannato a morte Alessio morirà prima di essere giustiziato nella prigione dove era rinchiuso.
Il film si conclude con le immagini dell'incoronazione di Caterina come imperatrice di Russia; una cosa voluta da Pietro al fine di mantenere intatto l'enorme potere da lui creato.